# Stafford Cripps
Stafford Cripps, född 24 april 1889 i London, död 21 april 1952 i Zürich, Schweiz, var en brittisk politiker (Labour) och jurist.

## Biografi
Cripps tillhörde Labourpartiet och 1933 blev han ledare för Socialist League, som utgjorde den radikala vänsterflygeln inom Labour. Han uteslöts ur Labour 1939 sedan han verkat för att partiet skulle ingå i en folkfront, tillsammans med bl.a. Storbritanniens kommunistiska parti, för att bättre kunna bekämpa fascismen.
År 1945 återinträdde han i Labour och var finansminister 1947–1950. Han var Lord Privy Seal 1942, handelsminister 1945–1947, minister för flygplansproduktionen 1942–1945, statssekreterare för ekonomiska affärer 1947 m.m.
Cripps var vegetarian.